# Málnapohók
A málnapohók vagy málnaszövő (Macrothylacia rubi) a szövőlepkefélék családjába tartozó, Eurázsiában honos éjjeli lepkefaj. 

## Megjelenése
A málnapohók szárnyfesztávolsága a hímek esetében 3,5-5,2 cm, a nőstényeknél 6,0-7,0 cm. A hím feje és tora fényes barna, potroha kissé sárgás. Szárnyai mérsékelten rövidek és szélesek. Elülső szárnya barna, rajta két vékony sárga harántcsíkkal; szélén széles, sötétebb árnyalatú sáv húzódik. Hátulsó szárnya egyszínű. A szárnyak fonákja halvány sárgásbarna, a tövénél kissé sötétebb. A szárnyak rojtja rövid, fényes, barna vagy barnássárga.
A nőstény teste sárga, szürkéssárga vagy szürkésbarna, szárnyai nyújtottabbak. Szárnyai világosabbak, ugyanolyan színűek mint a test. A harántsávok világosak. Hátulsó szárnya egyöntetűen sárgásbarna, szürkésbarna vagy barna. Fonákja kissé sötétebb, mint a hátulsó szárny. 
Változékonysága nem számottevő.
Petéje ovális, szürkésbarna, pöttyös-sávos díszítéssel. 
Hernyója ún. "papmacska", kifejletten 8-10 cm-es is lehet. Frissen kikelve feketék vagy sötétszürkék, hosszú, világos szőrökkel, a szelvények között fehér vagy halványsárga gyűrűkkel. A második vedlés után (L3) a gyűrűk szélesebbé, élénksárgákká válnak. Alapszíne egyébként fekete, hátoldalát sűrű, rövid, rozsdabarna szőr fedi. Középvonala fekete, belőle hosszú, barna szőrök nőnek. Hasi oldala is fekete, az oldalvonal mentén hosszú, szürke vagy fehér szőrsávval. Fejét rövid szőrök borítják. Szőrei enyhe bőrirritációt okozhatnak.

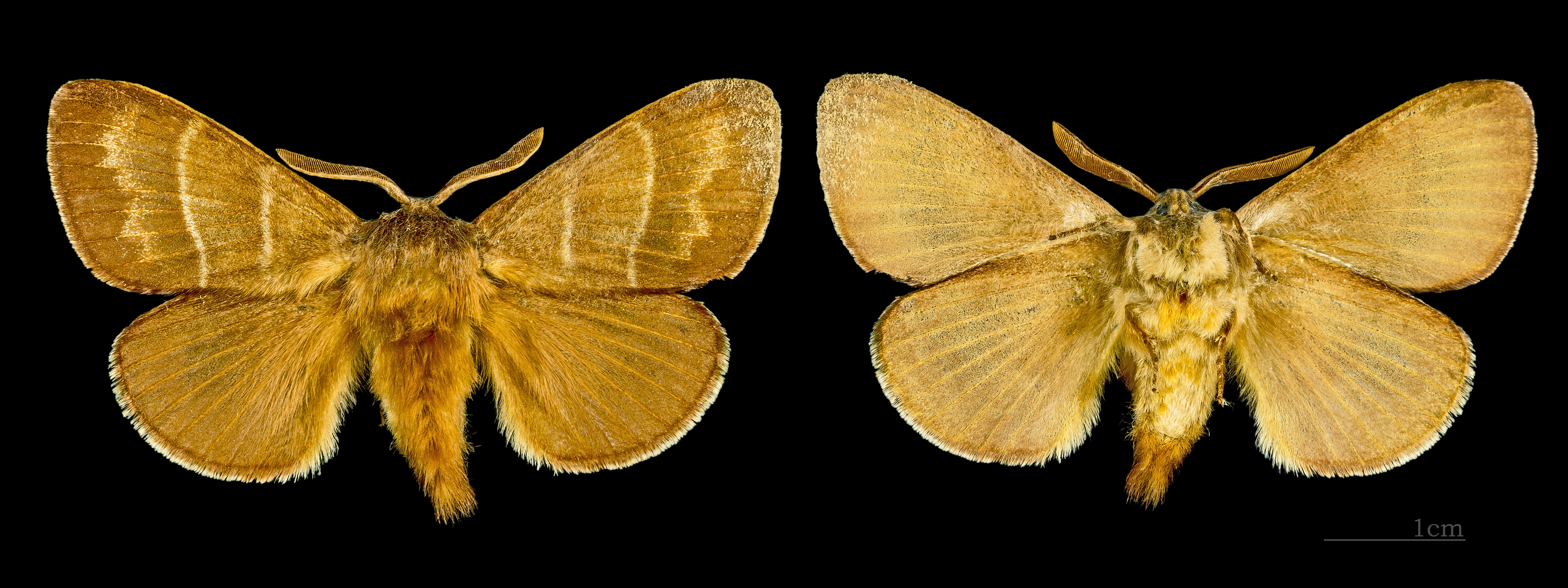
Hím
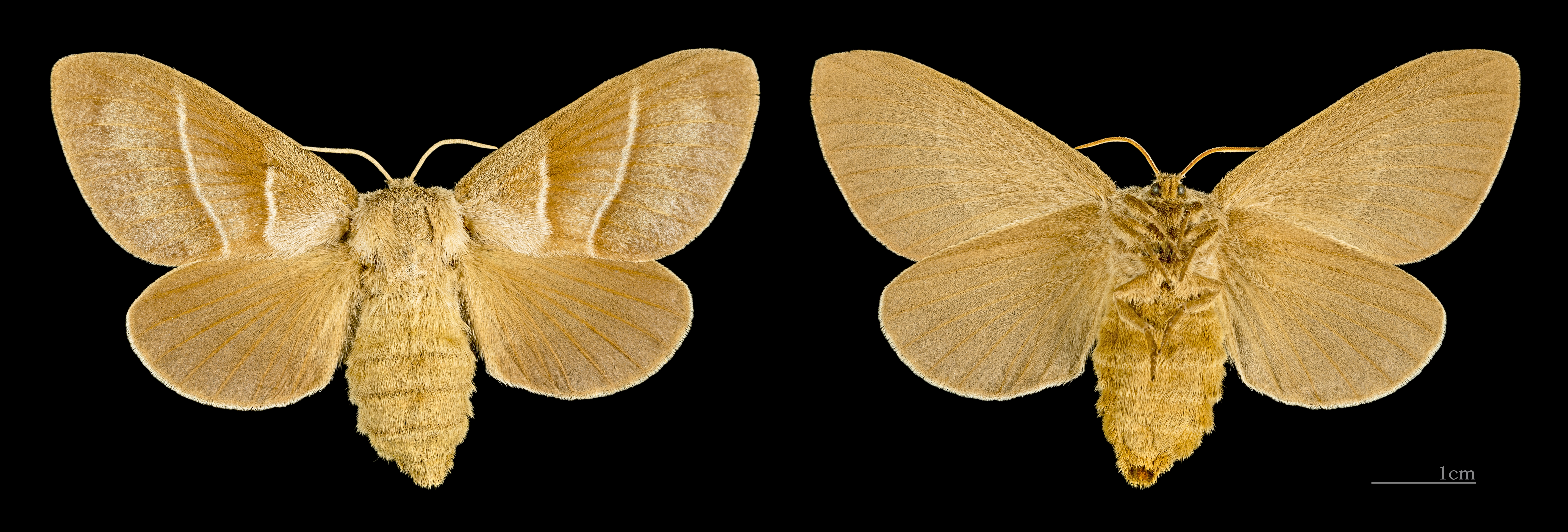
Nőstény

### Hasonló fajok
Magyarországon nem él hozzá hasonló lepkefaj.

## Elterjedése
Eurázsiában honos az Ibériai-félszigettől egészen a szibériai Amur-vidékig. Magyarországon mindenütt megtalálható, gyakori lepke.

## Életmódja
Rétek, nyílt füves helyek, erdőszélek lepkéje. 
Évente egy generációja repül áprilistól június végégig. A hímek délután és alkonyatkor, a nőstények éjszaka aktívak. A nőstények füvek, kórók szárára rakják le nagyobb csomókban petéiket. Hernyója polifág, számos növényfaj (többek között pázsitfűfélék, szeder- és málnafajok, áfonya) leveleit fogyasztja. Áttelel, majd a következő tavasszal március végén, április elején sűrű szövedékben fekete bábbá alakul át. A báb szelvényközei barnák, a fej- és potrohtájon rövid szőrei vannak. 

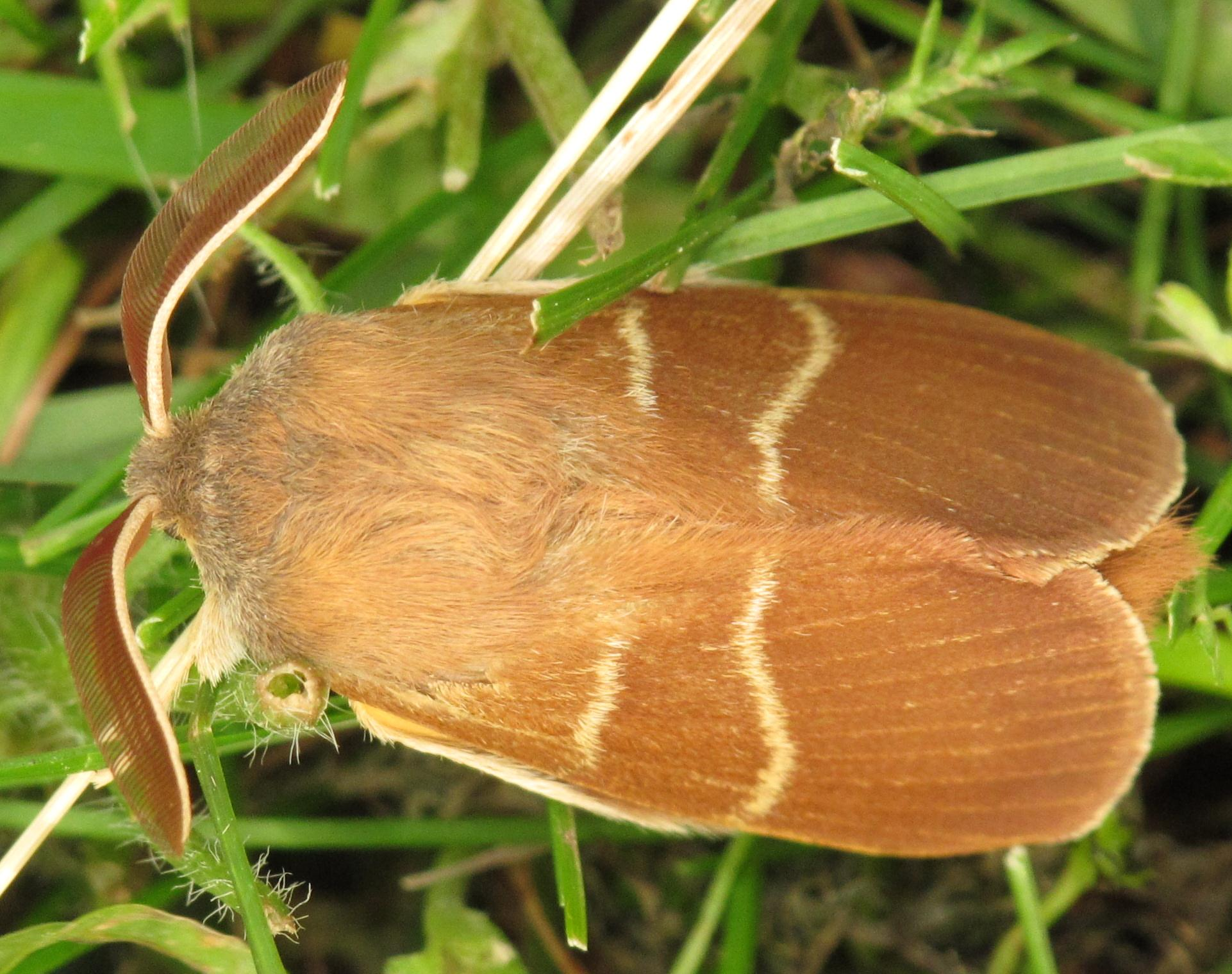
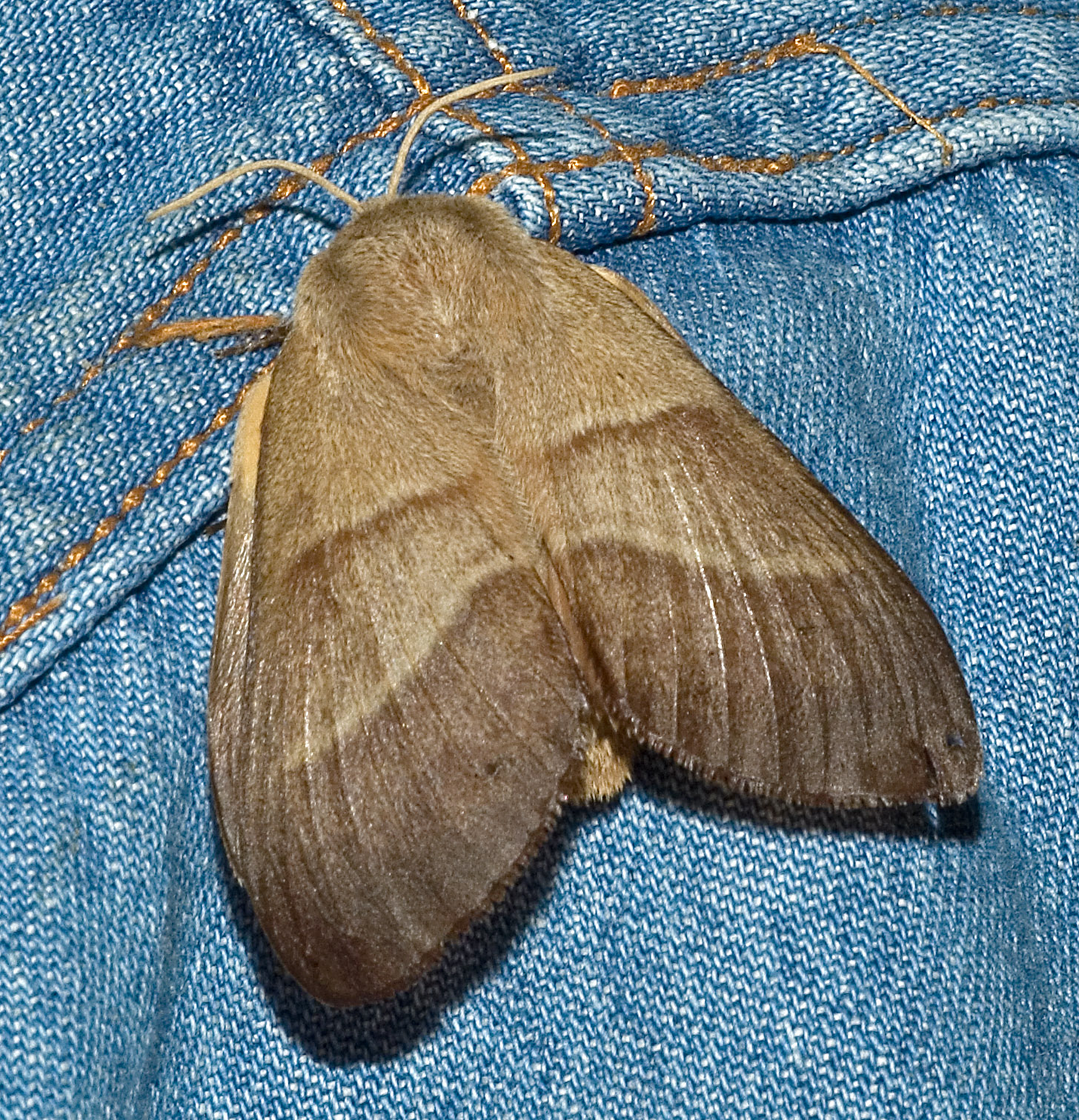
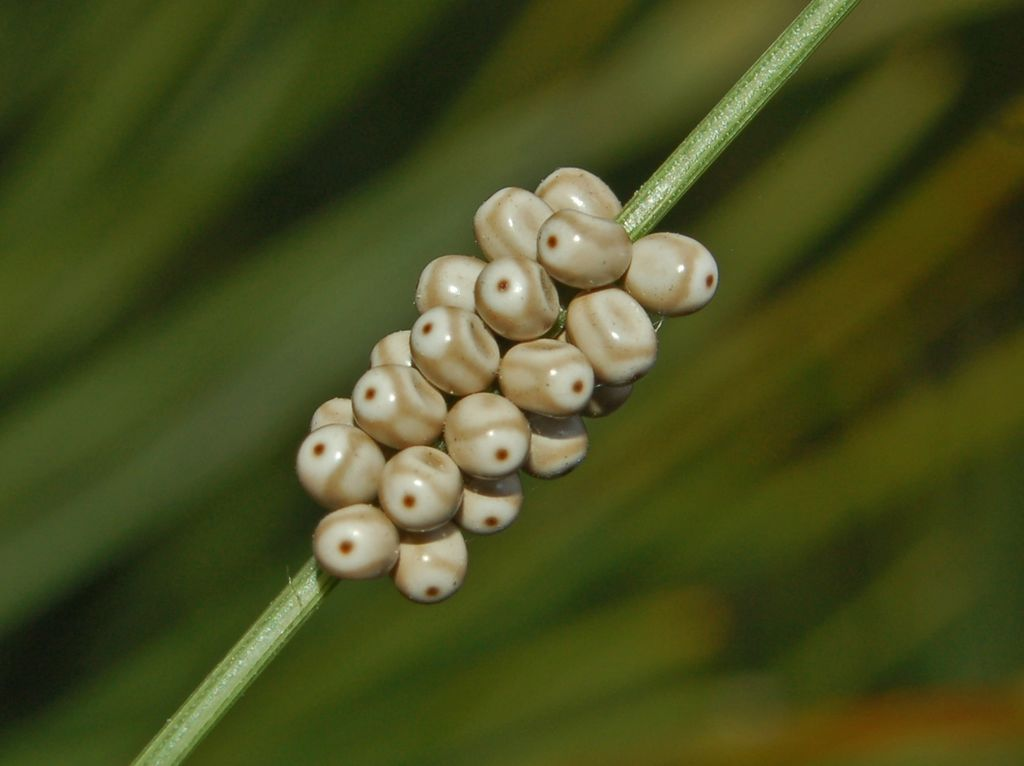
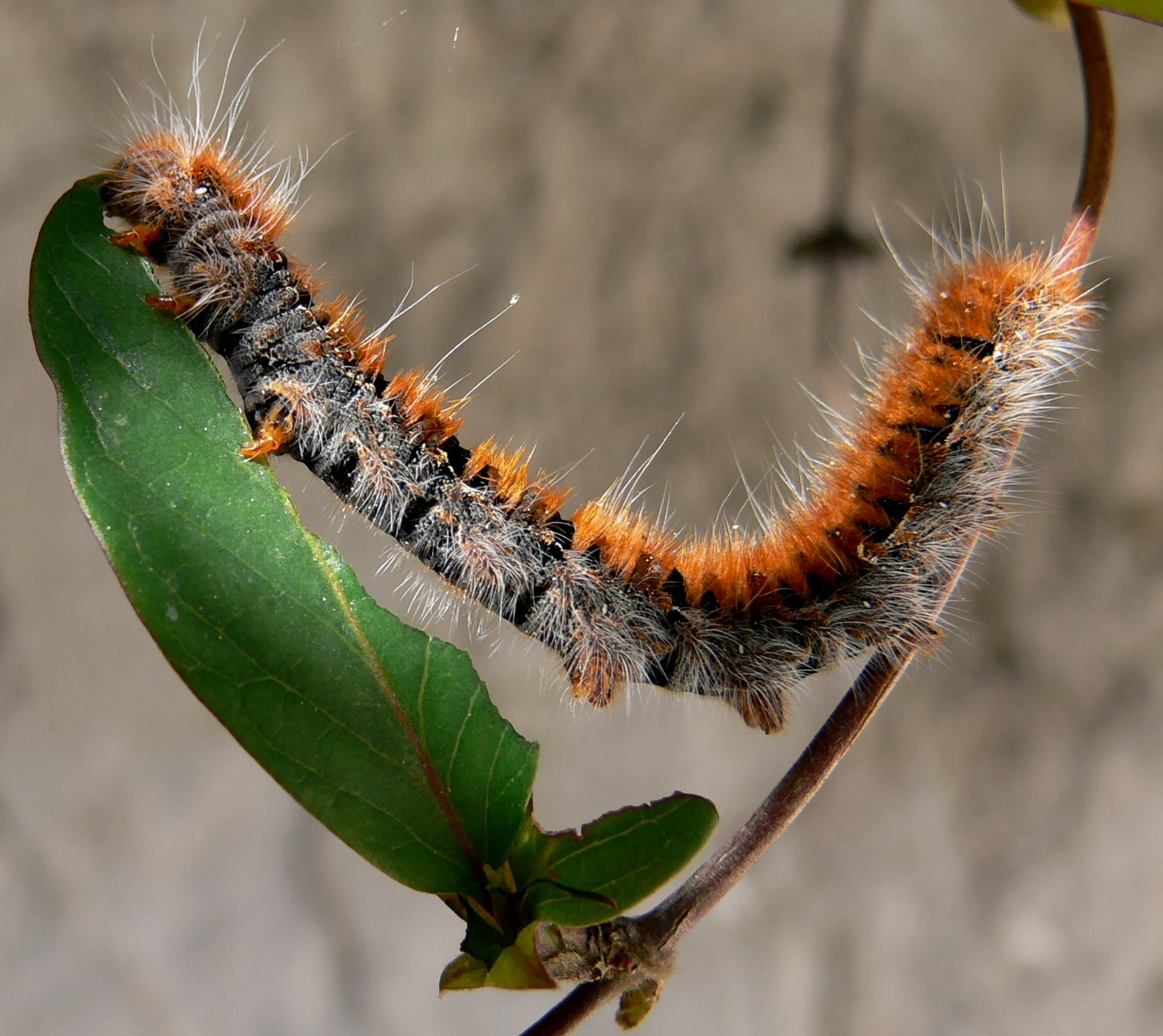

Magyarországon nem védett.